# 헤더 모리스
헤더 모리스(Heather Morris, 1987년 2월 1일 ~ )는 미국의 배우이다.

## 출연 작품
- 클랜징 아워 (2016)
- 포크 히어로 & 퍼니 가이 (2016)
- 글리 시즌4 (2012)
- 스프링 브레이커스 (2012)
- 아이스 에이지 4: 대륙 이동설 (2012)
- 포스트 (2011)
- 글리: 더 3D 콘서트 무비 (2011)
- 어 센스 오브 휴머 (2011)
- 글리 시즌3 (2011)
- 글리 시즌1 (2009)
- 파이어드 업! (2009)